# Campeonato Mundial de Kayak-Polo
El Campeonato Mundial de kayak-polo es el campeonato del mundo oficial de Kayak-polo. Se disputa desde 1994 y tiene lugar cada dos años.

## Palmarés

### Competición masculina
| Año  | Sede           | Campeón      |
| ---- | -------------- | ------------ |
| 1994 | Sheffield      | Australia    |
| 1996 | Adelaida       | Australia    |
| 1998 | Aveiro         | Australia    |
| 2000 | São Paulo      | Gran Bretaña |
| 2002 | Essen          | Gran Bretaña |
| 2004 | Miyoshi        | Holanda      |
| 2006 | Ámsterdam      | Francia      |
| 2008 | Edmonton       | Holanda      |
| 2010 | Milán          | Francia      |
| 2012 | Poznań         | Holanda      |
| 2014 | Thury-Harcourt | Francia      |
| 2016 | Siracusa       | Italia       |
| 2018 | Welland        | Alemania     |

### Competición femenina
| Año  | Sede           | Campeón       |
| ---- | -------------- | ------------- |
| 1994 | Sheffield      | Australia     |
| 1996 | Adelaida       | Gran Bretaña  |
| 1998 | Aveiro         | Australia     |
| 2000 | São Paulo      | Alemania      |
| 2002 | Essen          | Alemania      |
| 2004 | Miyoshi        | Gran Bretaña  |
| 2006 | Ámsterdam      | Alemania      |
| 2008 | Edmonton       | Gran Bretaña  |
| 2010 | Milán          | Gran Bretaña  |
| 2012 | Poznań         | Alemania      |
| 2014 | Thury-Harcourt | Alemania      |
| 2016 | Siracusa       | Nueva Zelanda |
| 2018 | Welland        | Alemania      |